# كاسك رينبو
كاسك رينبو (CASC Rainbow) (تساى هونغ Cai Hong، والمختصرة باسم CH)هو اسم سلسلة من المركبات الجويةبدون طيار (UAVs) الصينية التي طورتها «الأكاديمية الصيننية للديناميكية الفضائية» (China Academy of Aerospace Aerodynamics) والعلوم الطيران والفضاء الصينية ( of China Aerospace Science and Technology Corporation) والتابعة شركة الصين لعلوم وتكنولوجيا الفضاء (CASC)، والمعروفة أيضًا باسم الأكاديمية الحادية عشر لـ (CASC)، أو 701 معهد البحوث.

## سي إتش1 (CH-1)
سي إتش1 (CH-1) هو العضو الأول في سلسلة قوس قزح من المركبات الجوية بدون طيار (UAVs) ( CH ) UAV. كان المصمم العام هو السيد Shi Wen (??) ، وهو أيضًا مصمم عام CH-2 ، خليفة CH-1 و CASC PW-1 ومشتق (CH-1) و CASC PW-2 مشتق من CH-2. بدأ برنامج (CH-1) لأول مرة في عام 2000 ، وأسفر نجاح (CH-1) عن إنشاء برنامج للطائرات بدون طيار مما أدى في النهاية إلى تصاميم أخرى تلت ذلك. تم تصميم (CH-1) بشكل أساسي لمهام الاستطلاع والمراقبة.
المواصفات
- جناحيها (م): 4.4
- الطول (م): 3.75
- الارتفاع (م): 0.87
- الوزن (كلغ): 40
- الحمولة الصافية (كلغ): 4.5
- الوقود (كلغ): 26
- السرعة القصوى (كم / ساعة): 170
- سرعة الرحلة (كم / ساعة): 120 - 150
- نصف قطرها الطبيعي (كم):> 100
- ارتفاع التشغيل العادي (km): 1 - 3
- السقف (كم): 4.6
- أقصى مدى (كم): ارتفاع 740 @ كيلومتر واحد وسرعة 124 كم / ساعة
- التحمل (ح): 6
- معدل التسلق (م / ث): 4.3
- بدوره دائرة نصف قطرها (م): 290
- ز الحمل الزائد: - 1.5 إلى 3
- إطلاق: الصواريخ بمساعدة + المنجنيق التي شنت على السيارة
- الانتعاش: المظلة
- أقصى مقياس الرياح المسموح للتشغيل: 5

## سي إتش2 (CH-2)
سي إتش2 (CH-2) العضو الثاني من المركبات من سلسلة رينبو Rainbow (CH) وهي تطورت من الطراز السابق (CH-1)، مع تصميم مماثل لذراع التطويل المزدوج. كما هو الحال مع سابقتها CH-1)، يتم توفير دفع (CH-2) أيضًا بواسطة مراوح ذات نصلتين يقودها محرك انتهازي مركب في الطرف الخلفي من جسم الطائرة، ويتم إطلاق الطائرات بدون طيار عبر المنجنيق المثبت على مركبة مزودة بصواريخ تساعد على الدفع. تم تصميم (CH-2) بشكل أساسي لمهام الاستطلاع والمراقبة.

## سي إتش3 (CH-3)
سي إتش3 (CH-3) هي مركبة قتال جوي بدون طيار (UCAV) ثابتة الجناح من سلسلة رينبو. تتبنى (CH-3) مخطط الكرد غير العادي، على غرار جيت كروزر 450 وRutan VariEze. وهذا يعني أن (CH-3) يفتقر إلى الذيل العمودي ذو الموقع المركزي، ولكنه يحتوي على أطرف جناحية (winglet) كبيرة ووأجنحة كانارد (canard). يتم توفير الدفع بواسطة مروحة ثلاثية الشفرة يقودها محرك انتهازي دافع مثبت في ذيل الطائرة. معدات الهبوط الرئيسية مكونة من ثلاث عجلات وتحتوي على غطاء انسيابي (fairing) لتقليل قوة الجر.
في يناير 2015، تم الإبلاغ عن تحطم طائرة من طراز (CH-3) في شمال نيجيريا. ويعتقد أن الطائرة بدون طيار شاركت في النضال النيجيري ضد الجماعة الإسلامية المتشددة، بوكو حرام. زودت الصين حكومة نيجيريا بـ (CH-3) قبل عام 2014، إلى جانب القنابل الموجهة (YC-200) وصواريخ جو-أرض (AR-1).
;المواصفات:
- جناحيها (م): 8
- المدى (كم): 960
- القدرة على التحمل (ح): 12
- الحمولة الصافية (كلغ): 60 - 80
- السقف (كم): 4

## سي إتش3إيه (CH-3A)
سي إتش3إيه (CH-3A) هي تطوير لـ (CH-3) وتشاركة تخطيط مماثل. يتضمن تحسين (CH-3A) على (CH-3) زيادة الحمولة القصوى إلى أكثر من 100 كلغ، كما تم دمج وصلة بيانات القمر الصناعي. (CH-3A) هي طائرة بدون طيار متعددة الأغراض يمكنها أيضًا حمل صاروخ موجه بالليزر AR 1 لدور الهجوم. كما يشاع على نطاق واسع أن ميانمار سلاح الجو تديرها، وقد تم العثور على بعض الصور، ولكن ليس هناك تأكيد.
المواصفات:
- الحمولة الصافية (كلغ): 180 كحد أقصى
- التحمل (ح): 6 مع الحمولة القصوى
- السقف (كم): 4
- أقصى مدى (كم): 960

## سي إتش4 (CH-4)
سي إتش4 (CH-4) هو أكبر مركبة قتال جوي بدون طيار (UCAV) ذات جناح ثابت من سلسلة رينبو (في نهاية عام 2013).  خارجياً، تبدو (CH-4) مطابقة تقريبًا لـ إم كيو-9 ريبر، والفرق المرئي الوحيد المتميز بين طائرتي UAVs هو أن الزعنفة البطنية أسفل الذيل V على إم كيو-9 ريبر غائبة في (CH-4).. هناك نسختان، CH-4A و CH-4B
مركبة (CH-4A) هي طائرة استطلاع بدون طيار (قادرة على المدى 3500-5000 كم وتستطيع التحليق لمدة من 30 إلى 40 ساعة) في حين أن (CH-4B) عبارة عن نظام مختلط للهجوم والاستطلاع مع أحكام لـ 6 أسلحة وحمولة تصل إلى ما يصل إلى 250 إلى 345 كلغ.
و (CH-4) قادرة على إطلاق صاروخ جو-أرض من ارتفاع 5000 متر (حوالي 16,400 قدم)، وبالتالي يمكن للطائرة البقاء خارج النطاق الفعال لمعظم الرشاشات المضادة للطائرات. وكذلك يسمح لـ(CH-4) لتكون قادرة على إطلاق النار من الموقف الذي يوفر مساحة رؤية أوسع.
قال فاسيلي كاشين، وهو متخصص صيني في مركز موسكو لتحليل الاستراتيجيات والتقنيات، إن مركبة (CH-4B ) قد تم تصديراه إلى السعودية ومصر والجزائر والعراق.

## سي إتش5 (CH-5)
سي إتش5 (CH-5): هي أحدث سلسلة UCAV من سلسلة رينبو، حيث يبلغ طول جناحيها 21 مترًا، حمولة 1000 كلغ، ويبلغ الحد الأقصى لوزن الإقلاع أكثر من 3 أطنان، وسقف خدمة يبلغ 9 كم، وتحمل يصل إلى 60 ساعة وبمدى 10000 كم. بفضل رابط البيانات المشتركة، يمكنه التعاون مع طائرات (CH-3) و CH-4. أجرت رحلتها الأولى في أغسطس 2015 وأول رحلة جوية لها (في مقاطعة خبي الشمالية) في يوليو 2017. يمكن أن تحمل الطائرة بدون طيار 16 صاروخًا في وقت واحد. وهناك أيضًا خطط لتوسيع مداها إلى 20000 كم. ادعى المسؤولون الصينيون أن طراز (CH-5) Rainbow كان مشابهًا في أدائه لـ إم كيو-9 ريبر الأمريكية و «قد يأتي بأقل من نصف السعر». مقارنة بمحرك Garrett TPE331 ذو المحرك التوربيني المثبت على ريبر، فإن (CH-5) مجهزة بمحرك مكبس مع شاحن توربو غير معروف، مع أقل من نصف القوة الحصانية. يحد هذا الاختيار الحد الأقصى لارتفاع (CH-5) إلى 9 كم مقارنة بـ 12-15 كم من ريبر ، ولكنه يمتد أيضًا على قدرة (CH-5) على التحمل إلى 60 ساعة مقارنة بـ 14 ساعة من ريبر. سوف تتمكن النسخ المستقبلية من (CH-5) من البقاء في الهواء لمدة تصل إلى 120 ساعة.

## سي إتش7 (CH-7)
سي إتش7 (CH-7): هي مركبة قتال جوي بدون طيار شبحية، على شكل جناح طائر، وتشبه بشكل مذهل طراز X-47B، ويبلغ طوله 22 مترًا وطوله 10 أمتار. يمكن أن تطير بسرعة 920 كم / ساعة وعلى ارتفاع 13000 متر. وقدرة على البقاء في الجو حوالي 15 ساعة، ونصف قطرها التشغيلي 2000 كيلومتر. يمكن أن تحمل صواريخ مضادة للإشعاع وأسلحة مواجهة. ووفقًا لمصممها الرئيسي، «يمكن لـ (CH-7) اعتراض الإشارات الإلكترونية للرادار، وفي الوقت نفسه اكتشاف الأهداف ذات القيمة العالية والتحقق منها ومراقبتها، مثل محطات القيادة العدائية ومواقع إطلاق الصواريخ والسفن البحرية». ومن المقرر أن تقوم بأول رحلة لها في عام 2019 والإنتاج في عام 2022.

## سي إتش10 (CH-10)
سي إتش10 (CH-10): هي طائرة بدون طيار طائرة «إمالة الدوار»(tilt-rotor ). .

## سي إتش91 (CH-91)
سي إتش91 (CH-91): هي طائرة بدون طيار ثابتة الجناحين في تصميم مزدوج الذراع ‏ مع ذيل على شكل - V مقلوب وزوج من الزلاجات كمعدات الهبوط. يتم توفير الدفع بواسطة مروحة ذات نصلتين يدفعا محرك انتهازي مركب في الطرف الخلفي من جسم الطائرة. تم تصميم (CH-91)بشكل أساسي لمهام الاستطلاع والمراقبة. يطلق عليه أيضًا (BZK-008).

## سي إتش92 (CH-92)
سي إتش92 (CH-92): هي طائرة بدون طيار ثابتة الجناحين في تصميم تقليدي مع ذيل على شكل - V و (tricycle trader).يتم توفير الدفع عن طريق المروحة التي يقودها محرك انتهازي التي شنت في مجموعة ذيل الطائرة. تم تصميم (CH-92) بشكل أساسي لمهام الاستطلاع والمراقبة.

## سي إتش802 (CH-802)
سي إتش802 (CH-802): هي مركبة هوائية صغيرة (MAV) ‏ ثابتة الجناح في تصميم تقليدي مع تكوين جناحين مرتفع وعالي، وذيل ذيل على شكل - V. جسم طائرة (CH-802) أسطواني ويتم توفير الدفع بواسطة مروحة ذات شفرة مزدوجة يدفعها محرك جرار كهربائي مثبت أعلى جسم الطائرة.تم تصميم (CH-803) بشكل أساسي لمهام الاستطلاع والمراقبة. بدأ برنامج (CH-802) في عام 2007 واكتمل في عام 2008.
المواصفات:
- جناحيها (م): 3
- الطول (م): 1.8
- الوزن (كلغ): 6.5
- الحمولة (كلغ): 1
- دائرة نصف قطرها (كم): 30
- ارتفاع التشغيل العادي (كم): 0.3 - 1
- نصف قطرها الطبيعي (كم): 30 - 50
- سرعة الرحلة (كم / ساعة): 60
- القدرة على التحمل (ح): 2.5
- السقف (كم): 4
- إطلاق: باليد

## سي إتش803 (CH-803)
سي إتش803 (CH-803): هي طائرة بدون طيار ثابتة الجناحين مع جسم طائرة أسطواني و جناح كانارد ، وبدون ذيل. يتم توفير الدفع بواسطة مروحة ذات نصلتين يدفعا محرك جرار مثبت في الأنف. ميزة أخرى فريدة من نوعها من (CH-803) هو أنه يعتمد على جناح ذو اكتساح أمامي ‏. تم تصميم (CH-803) بشكل أساسي لمهام الاستطلاع والمراقبة. بدأ برنامج (CH-803) في عام 2008 واكتمل في عام 2011.
المواصفات:
- جناحيها (م): 3
- الطول (م): 1.8
- الوزن (كلغ): 18
- الحمولة الصافية (كلغ): 3.5
- دائرة نصف قطرها (كم): 30
- ارتفاع التشغيل العادي (كم): 0.5 - 1.5
- نصف قطرها الطبيعي (كم): 50 - 80
- سرعة الرحلة (كم / ساعة): 80 - 110
- التحمل (ح): 5
- السقف (كم): 3.5
- إطلاق: المنجنيق
- الاستعادة: مظلة

## سي إتش901 (CH-901)
سي إتش901 (CH-901): هي طائرة بدون طيار ثابتة الجناحين في تصميم تقليدي مع جسم الطائرة أسطواني وتكوين عالي الجناح . يتم توفير الدفع بواسطة مروحة ذات نصلتين يقودها محرك انتهازي مركب في ذيل الطائرة. تم تصميم CH-901 باعتبارها مركبة قتال جوي بدون طيار.

## مشغلين
الجزائر
- الجيش الوطني الشعبي الجزائري: حصلت على (CH-3) و CH-4 للقيام بمهمة الضربة الجوية الدقيقة.[37]

 مصر
- القوات الجوية المصرية: CH-4B [15][16]

 إثيوبيا
- قوة الدفاع الوطنية الإثيوبية: استحوذت على CH-4.[37]

 الأردن
- القوات المسلحة الأردنية: حصلت على CH-4 للقيام بمهمة الضربة الجوية.[37]

 باكستان
- القوات المسلحة الباكستانية: حصلت على CH-4 للقيام بمهمة الغارة الجوية الدقيقة.[37]

 العراق
- القوة البرية العراقية: CH-4B [38][39][40]

 ميانمار
- جيش ميانمار: تم الحصول على CH-4 للقيام بمهمة الغارة الجوية الدقيقة.[37]

 نيجيريا
- الجيش النيجيري: 2 (CH-3)[9][7][8]

 السعودية
- القوات البرية الملكية السعودية: تم منح ترخيص لإنتاج سلسلة CH للمملكة العربية السعودية في عام 2017.[41][42][43]

 تركمانستان
- القوات الجوية التركمانية: (CH-3)[44]

 UAE
 الإمارات العربية المتحدة
- القوات الجوية الإماراتية: تلقت القوات الجوية الإماراتية أول طائرة بدون طيار CH-4 في عام 2017 واستخدمت في عملية عاصفة الحزم. قامت الطائرة بدون طيار باغتيال صالح علي الصماد، أحد كبار الحوثيين في اليمن.[45][37]

 زامبيا
- قوة الدفاع الزامبية  [لغات أخرى]‏: اشترت CH-4 للقيام بمهام الاستطلاع والغارات الجوية.[37]